# (400359) 2007 VH173
(400359) 2007 VH173 es un asteroide perteneciente al cinturón exterior de asteroides descubierto el 2 de noviembre de 2007 por el equipo del Mount Lemmon Survey desde el Observatorio del Monte Lemmon, Arizona, Estados Unidos.

## Designación y nombre
Designado provisionalmente como 2007 VH173.

## Características orbitales
2007 VH173 está situado a una distancia media del Sol de 3,953 ua, pudiendo alejarse hasta 5,170 ua y acercarse hasta 2,737 ua. Su excentricidad es 0,307 y la inclinación orbital 12,55 grados. Emplea 2871,42 días en completar una órbita alrededor del Sol.

## Características físicas
La magnitud absoluta de 2007 VH173 es 15,6. 